# HD 216946
HD 216946，又名BD+48 3887，SAO 52516、HR 8726，是一颗恒星，视星等为4.95，位于銀經104.59，銀緯-9，其B1900.0坐标为赤經22h 52m 2.8s，赤緯+49° -9′ 59″。